# Plesioglymmius compactus
Plesioglymmius compactus – gatunek chrząszcza z rodziny zagłębkowatych.

## Taksonomia
Gatunek ten opisany został po raz pierwszy w 1979 roku przez Rossa T. Bella i Joyce R. Bell na łamach „Quaestiones Entomologicae”. Jako lokalizację typową wskazno Kubę. Michael A. Ivie w 1991 roku  zsynonimizował z nim Rhysodes cubanus, opisanego w 1988 roku przez Fernanda de Zayasa.

## Morfologia
Chrząszcz o ciele długości od 4,8 do 4,9 mm. Ubarwienie ma rudobrązowe do prawie czarnego.
Głowa zaopatrzona jest w stosunkowo duże, owalnego kształtu oczy dostrzegalne w widoku grzbietowym. Środkowy płat głowy jest wyciągnięty w tępy czubek. Szczecinki mniejsze tworzą pełne pierścienie przy wierzchołkach członów czułków od piątego do dziesiątego.
Jako jedyny przedstawiciel rodzaju posiada na przedpleczu szczecinki krawędziowe; jest ich od trzech do czterech par. Bruzda przyśrodkowe przedplecza zawiera tylko jeden szereg punktów. Na każdej z pokryw znajduje się siedem bardzo grubo punktowanych rzędów. Drugi rząd ma dwie szczecinki zlokalizowane w pobliżu wierzchołka, czwarty sześć szczecinek rozrzuconych od okolicy nasadowej po okolicę wierzchołkową, a rząd najbardziej zewnętrzny około siedmiu szczecinek krawędziowych umiejscowionych w wierzchołkowej połowie. W tylnym końcu rzędu siódmego znajduje się guzek z pojedynczą szczecinką. Odnóża przedniej pary samca mają na udach ząbek po spodniej stronie, którego brak u samicy. Golenie środkowej pary mają na szczycie zagięty do góry i zaostrzony kalkar. Na goleniach pary tylnej kalkar jest mały, o wierzchołku położonych grzbietowo względem ostrogi, zaopatrzony w grzbietowy guzek i wydłużoną, dosiebnie zwróconą szczecinkę.
W przypadku obu płci odwłok ma na szóstym sternicie jedną parę szczecinek, natomiast u samicy czwarty sternit wyposażony jest w głęboki dołek boczny.

## Ekologia i występowanie
Owad górski, neotropikalny, endemiczny dla Kuby, podawany z prowincji Guantánamo i Holguín.